# Mamar Mamouni
Mamar Mamouni (Tours, 28 februari 1976) is een Algerijnse voetballer, die uitkomt voor de Griekse eersteklasser Panserraikos Serres. Mamouni begon op 7-jarige leeftijd te voetballen bij Joué-les-Tours. In 1990 stapte hij over naar Tours FC. Daar speelde hij van 1993 tot 1995 ook in de eerste ploeg. Na een tussenstop bij AC Ajaccio speelde Mamouni zes seizoenen bij Le Havre AC. Via Créteil en La Louvière kwam hij bij KAA Gent terecht, daar was hij één seizoen titularis maar in 2006 werd zijn contract niet verlengd. Voor het seizoen 2006-2007 komt hij uit voor Lierse. Ook hier wordt zijn contract niet verlengd.

## Carrière
- 1993-1995 : Tours FC
- 1995-1996 : AC Ajaccio
- 1996-2002 : Le Havre AC
- 2002-2003 : US Créteil
- 2003-2004 : RAA Louviéroise
- 2004-2006 : KAA Gent
- 2006-2007 : K. Lierse SK
- 2007-2008 : Panserraikos Serres